# Cimitero degli Invitti
Il cimitero degli Invitti è un cimitero militare del Regio esercito italiano, situato a Fogliano Redipuglia, sul Colle di Sant'Elia. Costruito nel 1923 come primo sacrario militare monumentale dopo la fine della prima guerra mondiale, fu quasi del tutto spogliato delle sue funzioni con l'inaugurazione del più celebre sacrario militare di Redipuglia nel 1938.

## Storia
Il cimitero degli Invitti nasce come prima necropoli militare dei caduti della  3ª Armata nella zona di Fogliano Redipuglia dopo gli eventi della prima guerra mondiale. Il sacrario viene ideato dal generale Giuseppe Paolini e progettato dal colonnello Vincenzo Paladini dell'Ufficio COSCG (Cura e onoranze delle salme dei caduti in guerra), con sede a Udine. È lo stesso ente, inoltre, ad occuparse della realizzazione dell'opera sull'altura innanzi al colle Sant'Elia, un luogo largamente conteso durante il conflitto. Il cantiere termina nel 1923. La consacrazione ha luogo nella simbolica data del 24 maggio di quell'anno, a ricordo della data d'inizio della guerra da parte dell'Italia, e viene officiata dal vescovo Angelo Bartolomasi, alla presenza di Benito Mussolini. Il complesso, all'inaugurazione, raccoglie ben trentamila salme
, delle quali oltre quattrocento di ufficiali, riesumate dai cimiteri di guerra dei dintorni o disseppellite di recente dal campo di battaglia.
La struttura funeraria del monte Sant'Elia, però, per la sua stessa conformazione era esposta al deterioramento. Le spoglie, i cimeli, i residuati bellici subivano l'offesa delle intemperie. Per ovviare ai danni meteorologici, agli inizi degli anni trenta il cimitero era stato al centro di importanti lavori, all'interno di un progetto di ristrutturazione: ad esempio, i muri a secco erano stati sostituiti da solide costruzioni in pietra, le salme riconosciute erano state deposte in cassette di eternit e i nomi erano stati scolpiti per evitare scolorimenti. Si trattava però di soluzioni provvisorie, in un periodo in cui nuove esigenze si accavallavano. Ad esempio, si sentiva la necessità di disciplinare la questione dei numerosi cimiteri ai piedi del Carso, sul Vallone o sull'altipiano, nati davvero ovunque nel decennio precedente, traslando tutte le salme in un unico, enorme ossario. Fattore di non minore importanza, il regime fascista intendeva utilizzare il culto dei morti della Grande Guerra ai fini dell'educazione nazionale. L'intenzione delle autorità fasciste era di trasformare Redipuglia nel centro nazionale della necrolatria bellica, ancor più degli altri grandi sacrari che si stavano allestendo o pianificando, sulla base della stessa progettualità politica, sui campi di battaglia "sacri alla Patria".
Soluzione definitiva diventa la costruzione dell'enorme Sacrario militare di Redipuglia, iniziato nel 1936 e terminato due anni dopo sull'altura antistante, il colle Sant'Elia. La quasi totalità delle salme conservate nel cimitero degli Invitti viene trasferita qui e il sacrario perde notevolmente di importanza.

## Struttura

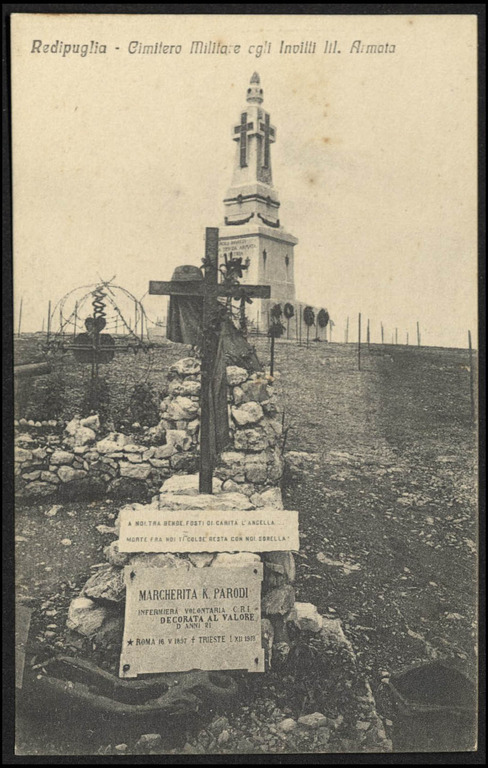
Vista del sacrario negli anni '20

Il sacrario voleva rappresentare una figurazione emblematica del sacrificio nazionale, ma si poneva già come luogo di richiamo per il turismo bellico. La struttura del luogo possedeva una grande originalità e offriva un impatto visivo di facile emozione. Un'altura situata di fronte all'altipiano carsico, il colle Sant'Elia, era stata praticamente scolpita con la creazione di sette balze concentriche, come allusione ai gironi del Purgatorio dantesco, il cui sviluppo raggiungeva una lunghezza lineare di 22 chilometri. Le varie balze erano intervallate da vialoni, anch'essi discendenti a raggiera. La sommità del poggio, livellata a formare un ampio piazzale, aveva al centro un obelisco a forma di faro, la cui base era una cappella votiva. Le sepolture erano collocate nella struttura paesaggistica in una maniera tale da riproporre, pur nella serialità e nell'ordine di un complesso cimiteriale, la casualità della morte. L'intero concetto di fondo del cimitero, difatti, esprimeva uno specifico criterio del ricordo, fondato sulla vicinanza dell'esperienza bellica e su un vigoroso rapporto con il contesto del territorio.
Completavano l'artificiale riproduzione del teatro di combattimento una selva di cimeli, oggetti personali, suppellettili, brandelli di armi, proiettili, il tutto confuso tra intrichi di filo spinato e reticolati. Vi era, a questo riguardo, una contiguità semantica con i tumuli spontanei propri dei cimiteri improvvisati del periodo di guerra: i soldati onoravano la memoria dei commilitoni con cumuli di pietre sovrastati da croci costruite con bossoli, filo spinato ed altri reperti. Anche le targhe e le epigrafi sulle tombe volevano rammentare, attraverso versi dovuti in gran parte all'inventiva del maggiore Giannino Antona Traversi, vero curatore del cimitero, il vissuto bellico più modesto, le funzioni più umili, l'oggettistica apparentemente più dimessa, lo sforzo umano e materiale per la vittoria. In molti casi, gli affetti più profondi del soldato erano correlati alla virtù del sacrificio di sé, con tagliente ironia: "o Ghirba [dall'arabo qirba «otre di pelle»], a me il tuo nome sa certo d'ironia / tu salvasti la tua, io non salvai la mia!" Nel complesso, l'amore filiale per la madre era però il sentimento più evocato: "Mamma, sii forte: deve il patrio amore tramutare in orgoglio il tuo dolore!"; "Mamma mi disse: «Va'!» ed io l'attendo qua", è scritto sulla tomba di due ignoti.

## Alcune iscrizioni sui cippi
Aviatori

"Or non più batte che l'ala del mio sogno."
Bersaglieri

"I più veloci a trasformarsi in croci."
Bersaglieri ciclisti

"La mia ruota in ogni raggio è temprata dal coraggio

e sul cerchio in piedi splende la fortuna senza bende."
Pontieri

"E il Duca a lui: "Caron non ti crucciare: vanno per altra via ad altra piaggia

sono i miei fanti, e più non dimandare!"
Del Maggiore Giovanni Riva e di suo figlio Alberto Riva di Villasanta (medaglia d'oro)

"Guardami il petto, Babbo e dimmi: sei contento?

Alberto più che mai tuo padre ora mi sento!

Ma la povera mamma rimasta così sola?

Un'altra Madre, Italia, di noi la riconsola!"
Di un ufficiale sconosciuto

"Seppero il nome mio gli umili fanti,

quando balzammo insieme al grido: "Avanti!"
Di un soldato sconosciuto

"Passasti tra le genti come il piccolo Fante,

ed ora dalla fossa rimbalzi a noi gigante!"
Di un soldato ignoto

"Che t'importa il mio nome?

Grida al vento:

Fante d'Italia!

E dormirò contento."
Di soldati ignoti

"Mamma mi disse: Va!

...e io l'attendo qua."
"Vento del Carso, tu che sai il mio nome,

bacia mia madre sulle bianche chiome."
"Povera mamma mia: riasciuga il pianto!

Tu non mi vedi eppur ti sono accanto."
Filo spinato

"Non questi fili ruggine colora:

del nostro sangue son vermigli ancora."
Mazze ferrate

"Armi novelle di barbaria antica:

tutto sfogò su noi l'ira nemica!"
Gavetta

"Fida gavetta mia, pace anche a te quassù!

Ora se non sei colma, io non borbotto più."